# گوش‌دریایی نجیب
گوش‌دریایی نجیب (نام علمی: Pinna nobilis)، یا پوسته قلم نجیب، گونه بزرگی از صدف مدیترانه‌ای است، یک نرم‌تن دوکفه‌ای دریایی در خانواده صدف‌های قلمی. این یک پروتئین کمیاب پورفیرین حاوی منگنز تولید می‌کند که به‌عنوان پیناگلوبین (pinnaglobin) شناخته می‌شود.

## ویژگی‌ها
پوسته دو کفه معمولاً ۵۰–۳۰ سانتی‌متر طول دارد اما می‌تواند به ۱۲۰ سانتی‌متر برسد. شکل آن بسته به منطقه‌ای که در آن زندگی می‌کند متفاوت است. مانند همه گوش‌دریایی نسبت به آلودگی و آسیب پوسته نسبتاً شکننده است. این گوش‌دریایی با استفاده از بیسوس قوی که از نخ‌های ابریشمی زیادی تشکیل شده است و قبلاً ار آن پارچه ساخته می‌شد خود را به سنگ‌ها می‌چسباند. جانور این الیاف را از غده بیسوس خود ترشح می‌کند. آنها از کراتین و سایر پروتئین‌ها تشکیل شده‌اند و ممکن است به طول ۶ سانتی‌متر برسند. داخل پوسته با مادرمروارید درخشان پوشیده شده است.
مانند دیگر اعضای جنس آن گوش‌دریایی نجیب میزبان میگوی همزیستی است که در داخل پوسته آن زندگی می‌کند. اعتقاد بر این است که میگو وقتی تهدیدی را می‌بیند، شاید با عقب کشیدن پنجه‌ها یا حتی با نیشگون گرفتن به میزبان هشدار می‌دهد و سپس صدف بسته می‌شود. نشان داده شده است که میگو رژیم غذایی مشابه پالیده‌خواری با میزبان خود دارد و این رابطه احتمالاً متقابل است.

## توزیع
این گونه بومی دریای مدیترانه است، جایی که در ساحل در عمق بین ۰٫۵ تا ۶۰ متر زندگی می‌کند. می‌توان آن را در زیر مناطق رسوبی نرم (ماسه ریز، گِل، اغلب آب‌های بی‌اکسیژن) مدفون شده مشاهده کرد.

## ارتباط انسان
این گونه منشأ ابریشم دریایی است که از بیسوس جانور ساخته شده است.

## تهدیدها

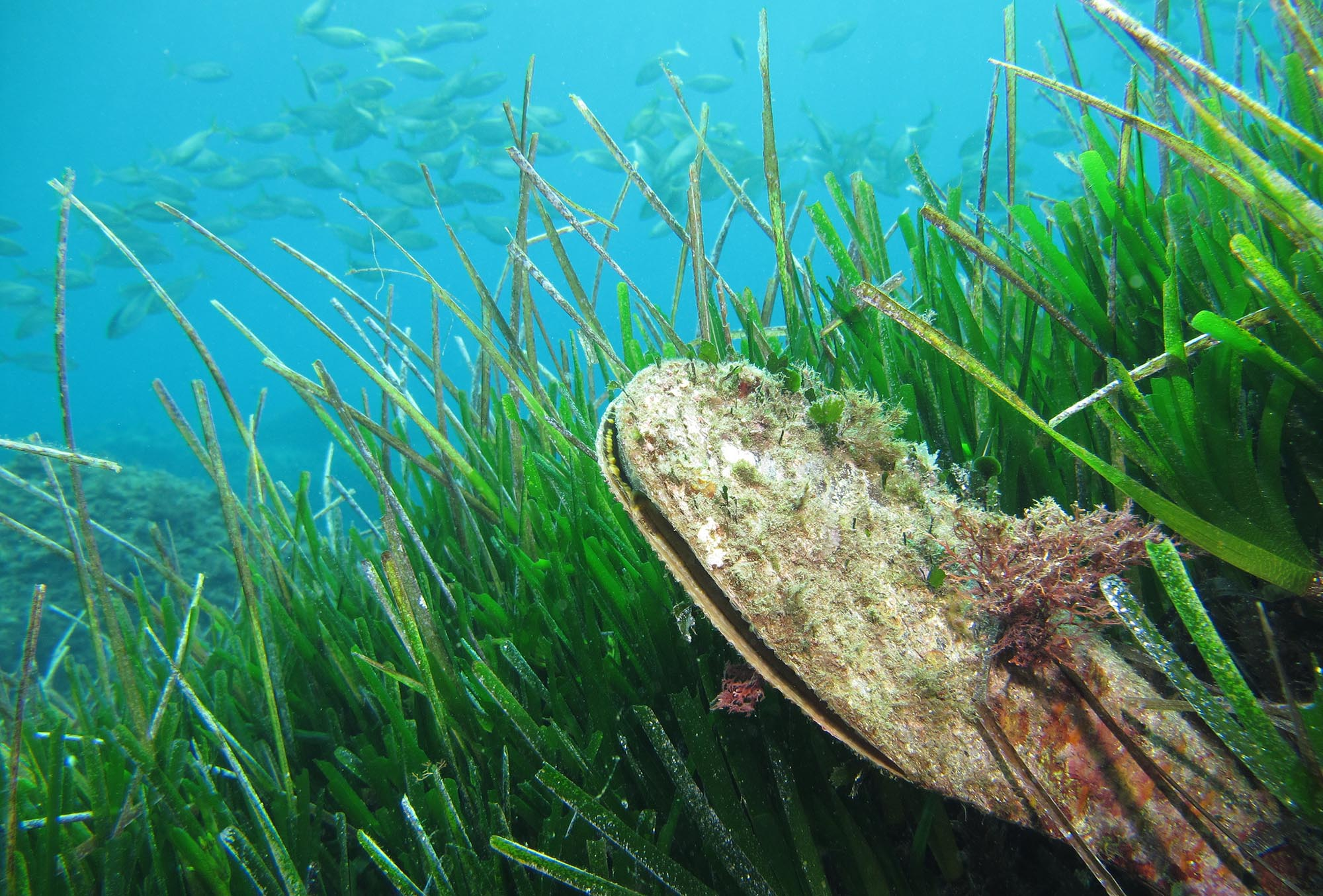
گوش‌دریایی نجیب در علفزار دریایی مدیترانه

در سال ۲۰۱۶، بیماری شیوع یافت که باعث مرگ ۹۹ درصد از جمعیت گوش‌دریایی اسپانیا شد. علت بیماری یک پاتوژن تازه کشف‌شده، «Haplosporidium pinnae» است و تهدیدی جدی برای بقای گونه است. تا سال ۲۰۱۹، نقاط مرگ و میر در یونان، کرواسی، ترکیه، تونس، فرانسه و مراکش شناسایی شده است. در منطقه تریسته نیز تلاش‌های قابل توجهی برای حفظ ذخایر از سال ۲۰۲۰ انجام شده است. در گذشته گوش‌دریایی نجیب به دلیل ماهیگیری، کشتار اتفاقی با ترال و لنگر انداختن و کاهش مزارع علف دریایی تهدید به انقراض شده است. آلودگی تخم‌ها، لاروها و صدف‌های بالغ را می‌کشد. با این حال چنین تهدیدهایی بسیار محلی شده و منجر به کاهش گسترده و سریع جمعیت نشده است. عامل بیماری‌زا که هنوز در محیط وجود دارد بازیابی را به یک چالش تبدیل می‌کند، بنابراین کاهش مداوم انتظار می‌رود. درصد کاهش جمعیت در ده سال گذشته بیش از ۸۰ درصد است. در دسامبر ۲۰۱۹، گوش‌دریایی نجیب به‌عنوان گونه در بحران انقراض در لیست خطر اتحادیه بین‌المللی حفاظت از طبیعت قرار گرفت.
گوش‌دریایی نجیب به‌عنوان گونه‌ای در خطر انقراض در دریای مدیترانه ثبت شده است. دستورالعمل ۴۳/۹۲/EEC زیستگاه‌های شورای اروپا، در مورد حفاظت از زیستگاه‌های طبیعی و جانوران و گیاهان وحشی اعلام می‌کند که گوش‌دریایی نجیب به شدت محافظت می‌شود (توسط ضمیمه IV EEC ،۱۹۹۲) - همه انواع گرفتن یا کشتن عَمدی نمونه‌های صدف بادبزنی طبق قانون ممنوع است.
به‌عنوان بخشی از عملیات بازیابی فاجعه «Costa Concordia» در ایتالیا در سال ۲۰۱۲، گروهی از حدود ۲۰۰ گوش‌دریایی نجیب به دلیل تهدید ناشی از کارهای مهندسی بعدی به منطقه‌ای نزدیک منتقل شد.

## نگارخانه

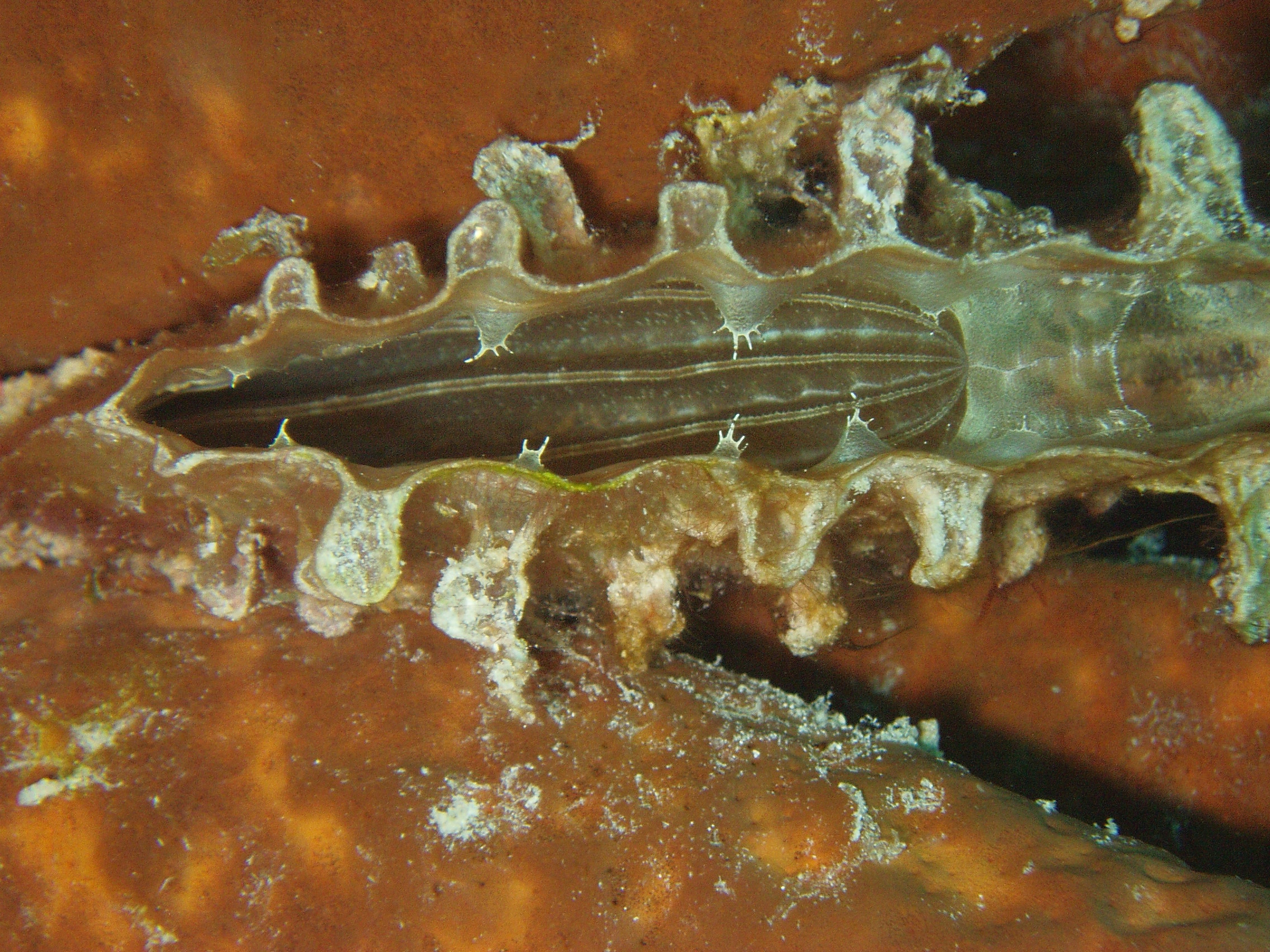
نمونه زنده گوش‌دریایی نجیب، از بالا به پوسته نگاه می‌شود.
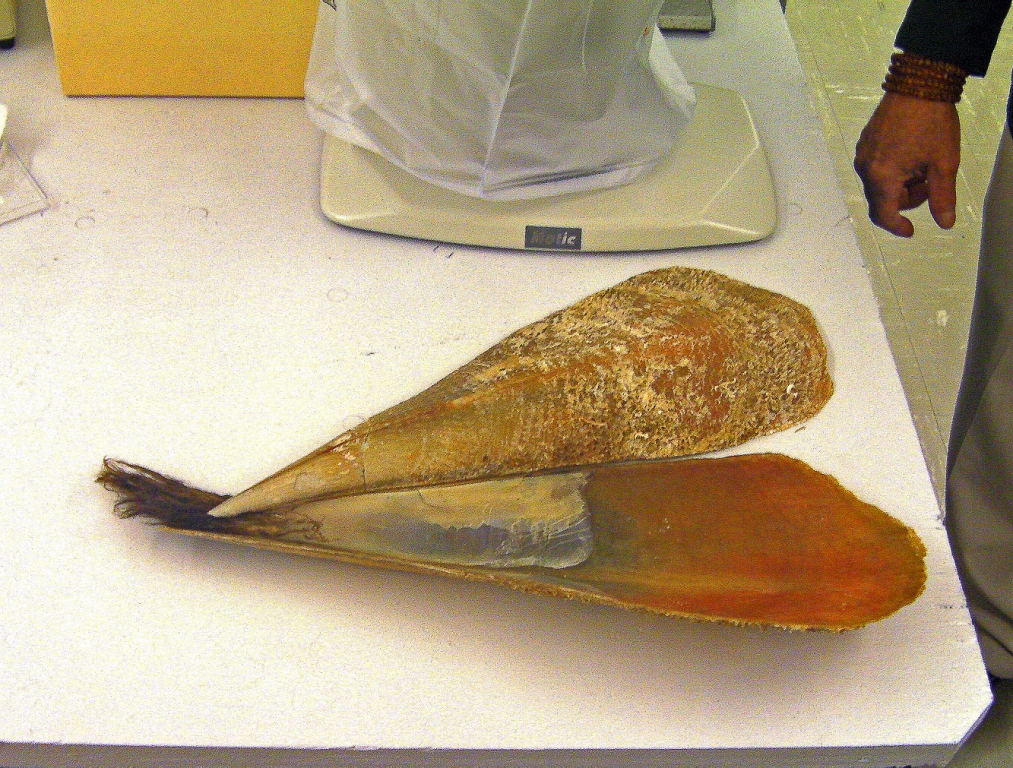
گوش‌دریایی نجیب، پوسته و بیسوس
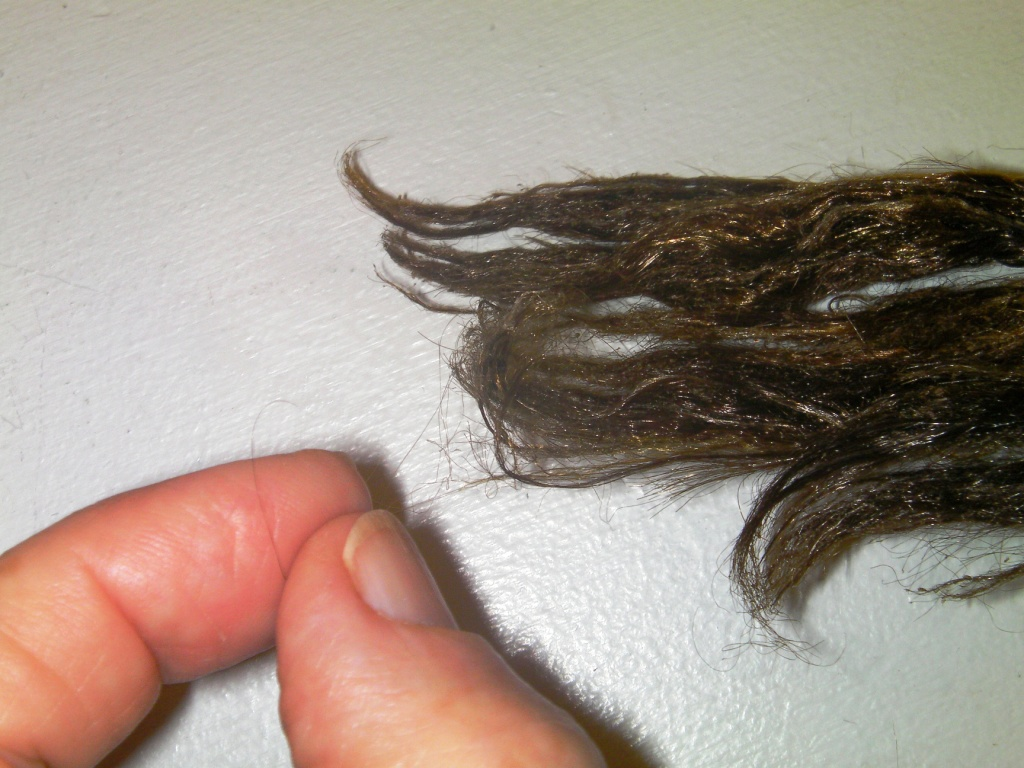
نخ‌های بسیار خوب بیسوس در گوش‌دریایی نجیب
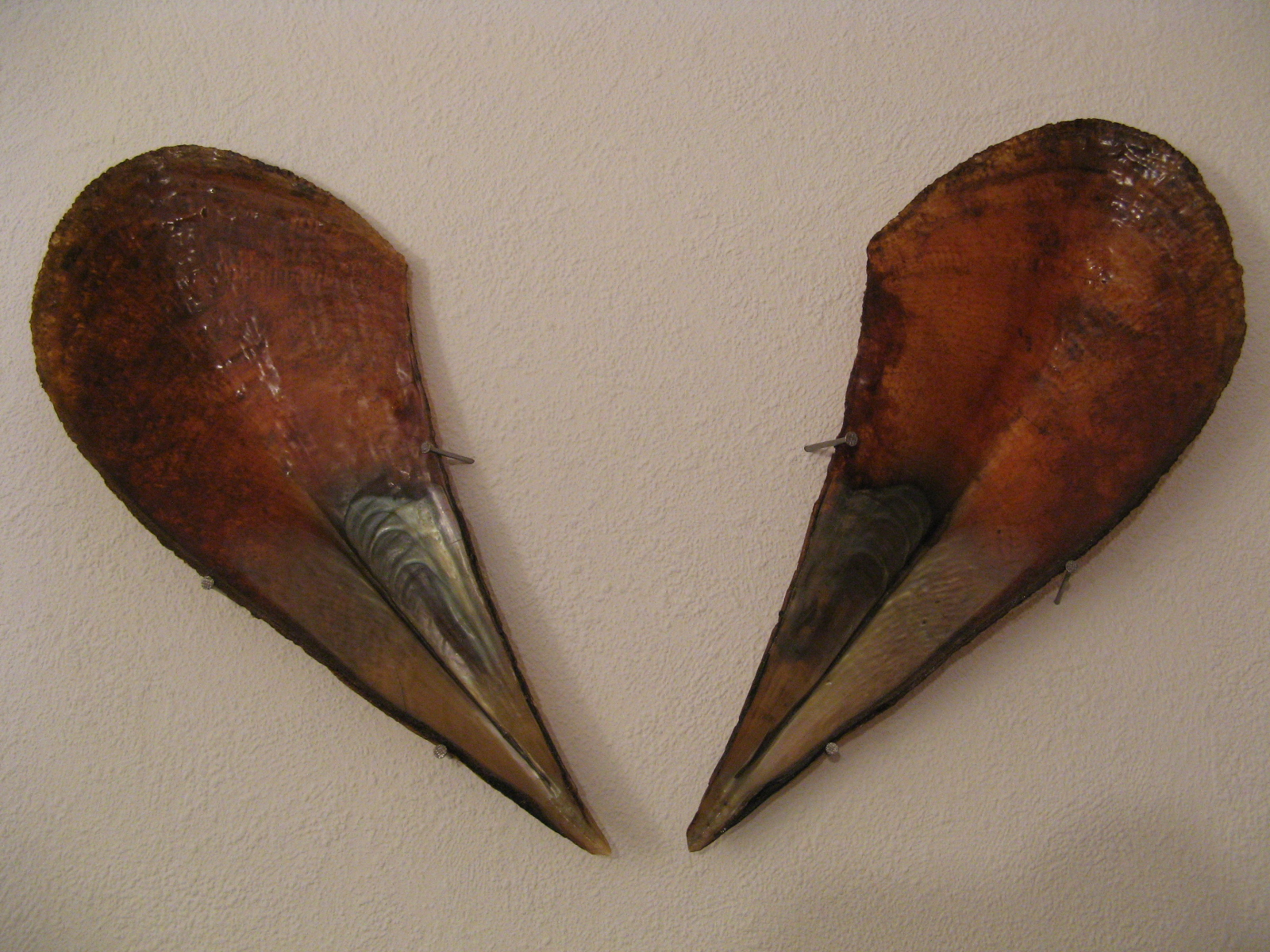
پوسته‌های گوش‌دریایی نجیب